# Kongo-Brazzavilles Davis Cup-lag
Kongo-Brazzavilles Davis Cup-lag styrs av Kongo-Brazzavilles tennisförbund och representerar Kongo-Brazzaville i tennisturneringen Davis Cup, tidigare International Lawn Tennis Challenge. Kongo-Brazzaville debuterade i sammanhanget 1991, och vann sin första match då man slog Etiopien och slutade fyra i sin Grupp III-pool 1995. Åren 1998- 2009 deltog laget inte i turneringen.